# Hermann Czernin von Chudenitz

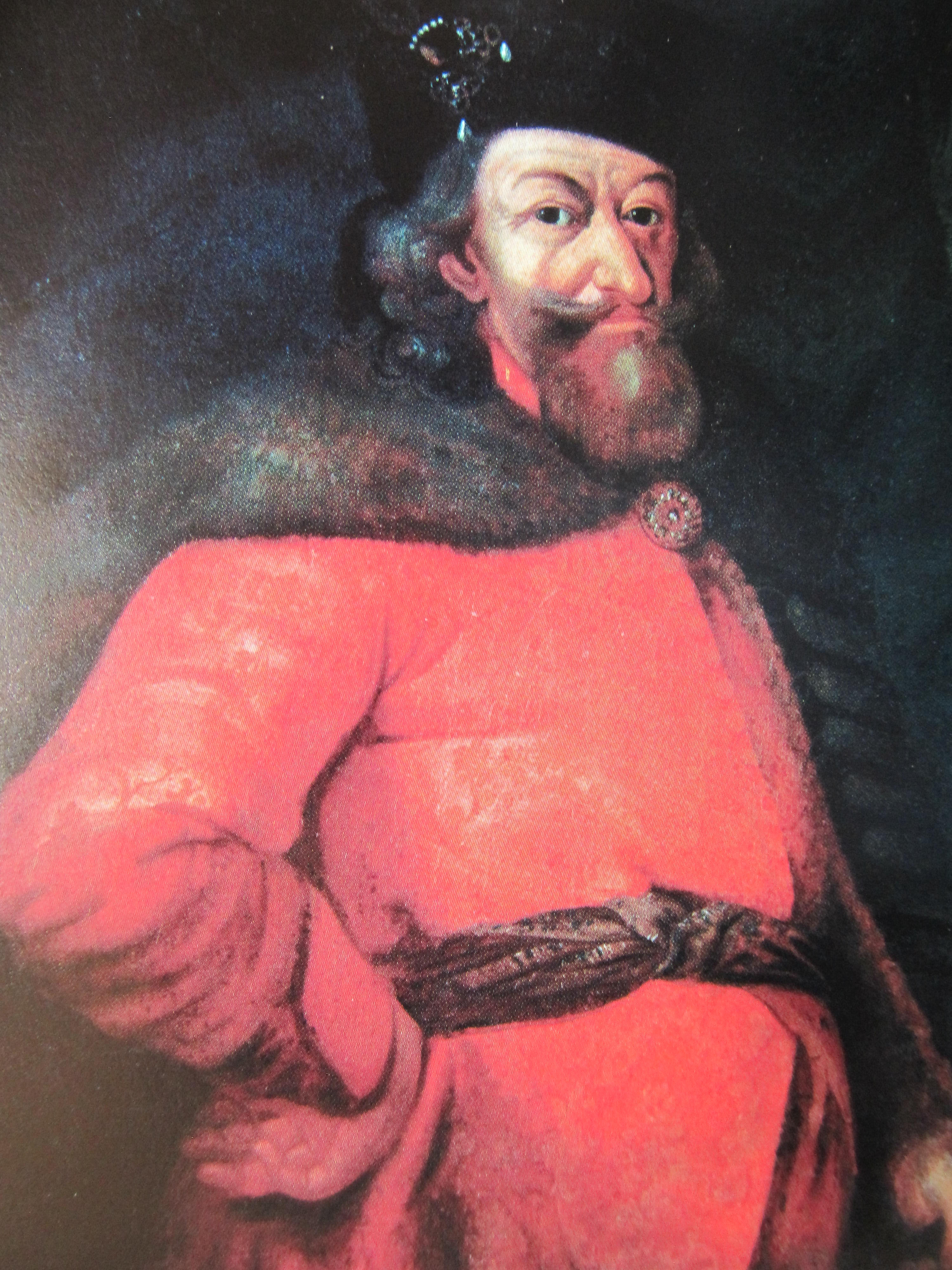
Hermann Czernin von Chudenitz

Hermann Graf Czernin von und zu Chudenitz (* 24. Juli 1576 in Nedrahovice in Böhmen; † 6. Februar 1651 in Kost im Böhmischen Paradies) war ein böhmisch-österreichischer Diplomat und Soldat. Er stammte aus der böhmischen Uradelsfamilie Czernin von Chudenitz.

## Leben
Seine Eltern waren Johann Czernin von Chudenitz († 1580) und Maria Anna geb. Rziczansky von Rziczan († 1578). Humprecht Czernin von Chudenitz war sein Bruder. 1594 kämpfte er unter Peter Wok von Rosenberg im Langen Türkenkrieg. 1598 unternahm er eine Reise nach Italien und von dort weiter ins Heilige Land, dann über Ägypten nach Spanien. 1603 ist er Kämmerer des Kaisers Rudolf II.; 1614 wurde er Hauptmann der Prager Altstadt.
Vom Februar 1616 bis November 1617 unternahm er seine erste Reise als Botschafter nach Konstantinopel. Das Tagebuch seiner Reise wurde von seinem Sekretär Adam Werner von Crailsheim geführt. Sein Gefolge bestand aus 150 Personen. 1620 diente er unter dem bayrischen Kurfürsten Maximilian I. auf Seiten der Katholische Liga, der gegen den „Winterkönig“ Friedrich von der Pfalz in den Krieg zog. Als Hauptmann der Prager Altstadt wohnte er der Hinrichtung der Rebellen – darunter sein Bruder Diwisch – bei.
Am 15. März 1623 wurde er in den Reichsfreiherrenstand erhoben und das Wappen aufgebessert: es bekam den rot-weiß-roten Herzschild und die Buchstaben F, M, R für Ferdinand, Matthias und Rudolf, den Kaisern, denen er gedient hatte. Die Flügel auf der Helmzier deuten auf seine vielen Reisen in ferne Länder, das Schwert und der Palmzweig, die eine geharnischte Hand hält, zeigen an, dass er tapfer im Kampf und weise im Rat war.
1624 war er Rat der Böhmischen Kammer, 1625/1626 war er Proviantmeister der  Kaiserliche Armee, die Wallenstein gegen Dänemark führte. 1625 heiratete er die Witwe von Christoph Harant von Polschitz und Weseritz, Anna Salomena von Harant, geborene von Horschitz, die 1632 verstarb.
Am 20. Mai 1627 wurde Hermann durch Kaiser Ferdinand III. in den erblichen Reichsgrafenstand erhoben. 1629 wurde er zum Hauptmann des Leitmeritzer Kreises und 1631 des Saazer Kreises ernannt.
Für Walleinsteins Kaiserliche Armee stellte er ein Regiment Kürassiere und 1000 Pferde und erhielt dafür den Titel „geordnteter Christ über 1000 Pferde Reiter“. 1633 schloss er seine zweite Ehe mit Anna Sylvia Caretto.
1635 wurde Hermann zum Hofpfalzgrafen (Comes Palatinus) ernannt; dadurch hatte er verschiedene Rechte, u. a. zu adeln. 1639 gründete er den Familien-Fideikommiss. Im Laufe der Jahre kaufte er über 99 Güter, darunter Engelshaus, Gießhübel, Hartenstein, Buchau, Neudeck, Scheles, Pladen, Petersburg, Žleb und Kost sowie Schmiedeberg im Fürstentum Schweidnitz.
Am 30. Juni 1644 reiste Hermann als 68-Jähriger zum zweiten Male als kaiserlicher Botschafter nach Konstantinopel. Die Reise dauerte bis 31. Mai 1645. Das Tagebuch schrieb er diesmal persönlich. Es ist heute im Besitz von Vinzenz Czernin auf Schloss Rain in Kärnten. Er ist im Prager Veitsdom in der Czernin-Kapelle neben seiner Witwe Anna Sylvia Caretto begraben, die nach seinem Tod den Markgrafen Leopold Wilhelm von Baden-Baden heiratete.